# Nepotatus
Nepotatus is een monotypisch geslacht van schimmels uit de familie van de Sclerodermataceae. Het bevat alleen de soort Nepotatus stellatus.